# Гладчук Олексій Олександрович
Гладчук Олексій Олександрович (нар. 10 березня 1937 року, с. Олександрівка, Мар'їнський район, Донецька область - пом. 24 жовтня 2010 року, м. Донецьк) – педагог-організатор шкільної освіти на Донбасі (1980-1990 роки), громадський діяч – очолював педагогічне товариство на Донеччині, ініціював і розвинув його зв'язки з німецькими колегами (Бохум, Магдебург). Ректор Інституту соціальної освіти (м. Донецьк).

## Біографія
Народився 10 березня 1937 року в шахтарській сім'ї у селі Олександрівка Мар'їнського району Донецької області. 
Закінчив Мар'їнське педагогічне училище (1956), Донецький державний університет (1966). 
Учитель, завідувач початкової школи м. Донецьк. Директор школи, інспектор, завідувач Петровського районного відділу освіти (1978-1983). Директор Донецького педагогічного інституту післядипломної освіти (1983), начальник головного управління освіти і науки Донецької області (1978). Ректор (2000), перший проректор (з 2004 року) Донецького інституту соціальної освіти.
О.О. Гладчук зробив вагомий внесок у розвиток освіти Донецької області. Керівник експерименту з розвитку розумових здібностей дітей з 6-тилітнього віку. Зусиллями педагога ліцей при Донецькому національному університеті став закладом нового типу, що забезпечує варіативність розвитку особистості в різноманітності її нахилів і вподобань. 
Доцент. Заслужений працівник освіти України (1992). Нагороджений орденами, медалями і почесними грамотами.
Автор понад 110 науково-методичних праць.